# Дессе, Франсуа
Франсуа́ Дессе́ (фр. François Desset; род. 1982) — французский археолог, в 2020 году объявивший о дешифровке эламского линейного письма.

## Биография
Родился в 1982 году. В 2011 году защитил докторскую диссертацию в университете Париж 1 Пантеон-Сорбонна. Диссертация была посвящена вопросам археологии на Иранском нагорье во второй половине IV — начале II тыс. до н. э. (научные руководители — Анри-Поль Франкфор и Серж Клёзью). Работает в лаборатории Archéorient Дома Востока и Средиземноморья в Лионе, профессор Тегеранского университета.
С 2006 года занимается дешифровкой эламского линейного письма. В 2018 году опубликовал статью о новых эламитских надписях на серебряных сосудах «gunagi» (в том числе хранившихся в частной коллекции), в которых Дессе сумел прочесть повторяющиеся имена эламских правителей Эпарти (Эбарата) II и Шилхаха, а также божества Напириша. Дешифровка надписей на сосудах легла в основу полной дешифровки эламского линейного письма, о которой учёный объявил в декабре 2020 года. Тогда же Дессе сообщил о подготовке публикации с детальными выводами по данному вопросу.